# 断念
| ウィキペディアには「断念」という見出しの百科事典記事はありません（タイトルに「断念」を含むページの一覧/「断念」で始まるページの一覧）。 代わりにウィクショナリーのページ「断念」が役に立つかもしれません。 |